# أرجيرو بارباريغو
أرجيرو بارباريغو (من مواليد 22 أكتوبر 1967) طاهية يونانية شهيرة وصاحبة مطعم ومؤلفة كتب طبخ. وهي أيضًا سفيرة منطقة جنوب إيجة، المنطقة الأوروبية لفن الطهو، والسفيرة العالمية للمطبخ اليوناني الأصيل. تركز أرجيرو على المطبخ اليوناني.

## حياتها المبكرة
ولدت بارباريغو ونشأت في جزيرة باروس. لديها أخت واحدة نيكوليتا بارباريغو. في السبعينيات، كان والد بارباريغو يمتلك ويدير مطعمًا في باروس يُدعى باباداكيس. عندما كبرت، قضت معظم وقت فراغها في مساعدة والدها في مطعم الأسرة. 

## تعليمها
بعد أن عملت بالفعل في مطعم العائلة في باروس لأكثر من 10 سنوات، درست كطاهية في مدرسة لو كوردون بلو للطبخ في لندن. درست كطاهية معجنات في مدرسة فالرونا إيكولي دو غراند شوكولات في باريس وفي مدرسة باستري شيف ستيليوس بارلياروس في اليونان.